# Zigeunerblut
Zigeunerblut è un cortometraggio muto del 1911 diretto da Urban Gad e interpretato da Asta Nielsen e Mary Hagen. Quest'ultima era un soprano che aveva preso parte a un altro film di Gad, Den sorte drøm.

## Trama
Luscha sposa il barone Korff. Ma quando lui viene a sapere che la moglie ha avuto una relazione con uno zingaro, l'uomo insulta Luscha.

## Produzione
Il film fu prodotto dalla Projektions-AG Union (PAGU) per Deutsche Bioscop GmbH. Venne girato a Berlino, al Bioskop-Atelier.

## Distribuzione
Uscì nelle sale cinematografiche tedesche nell'ottobre 1911 con un visto di censura del 30 settembre che ne vietava la visione ai minori.
È conosciuto anche con il titolo Die Vagabundin.